# Hime-sama "Gōmon" no Jikan desu
Hime-sama "Gōmon" no Jikan desu (姫様“拷問”の時間です?  lit. Princesa, es hora de "torturar") también conocida como Tis Time for Torture, Princess en inglés, es una serie de manga japonés escrito por Robinson Haruhara e ilustrado por Hirakei. Comenzó a serializarse en la revista en línea Shōnen Jump+ de Shūeisha el 2 de abril de 2019, y hasta el momento se han recopilado en diecisiete volúmenes tankōbon. Una adaptación al anime producida por Pine Jam se emitió de enero a marzo de 2024. Una segunda temporada se estrenará en enero de 2026.

## Argumento
En una batalla en curso entre el Ejército Imperial y Hellhorde, la princesa del ejército ha sido capturada junto con su espada sagrada Ex. Dado que la tortura regular está prohibida por el tratado de prisioneros de guerra entre las dos partes, la gran inquisidora, Torture Tortura, emplea técnicas inusuales de "tortura" (entre comillas), generalmente en forma de tentadores alimentos y bocadillos de la cultura japonesa. La princesa cede, pero da información que suele ser de naturaleza trivial, y las pocas veces que da información útil, el Señor del Infierno no se aprovecha de ella.

## Personajes
Princess (姫様 Hime-sama?)
 Seiyū: Haruka Shiraishi
La comandante de la Tercera Orden del Ejército Imperial. Es una luchadora formidable pero es muy susceptible a las tácticas de "tortura" empleadas por Torture.
Ex (エクス Ekusu?)
 Seiyū: Chikahiro Kobayashi
La legendaria espada sagrada que pertenece a la princesa. A menudo se encarga de narrar la historia.
Torture Tortura (トーチャー・トルチュール Tōchā Toruchūru?)
 Seiyū: Shizuka Itō
La torturadora de más alto rango de Hellhorde.

## Publicación
Hime-sama "Gōmon" no Jikan desu es escrito por Robinson Haruhara e ilustrado por Hirakei. Comenzó a serializarse en la revista en línea Shōnen Jump+ de Shūeisha el 2 de abril de 2019. Shūeisha recopila los capítulos individuales de la serie en volúmenes tankōbon. El primer volumen se lanzó el 4 de septiembre de 2019, y hasta el momento se han publicado diecisiete volúmenes.
En octubre de 2019, Manga Plus anunció que comenzaría a publicar la serie en su aplicación y sitio web.
| Volúmenes de manga publicados | Volúmenes de manga publicados | Volúmenes de manga publicados |
| Número                        | Fecha de publicación          | ISBN                          |
| ----------------------------- | ----------------------------- | ----------------------------- |
| 1                             | 4 de septiembre de 2019       | ISBN 978-4-08-882045-3        |
| 2                             | 4 de febrero de 2020          | ISBN 978-4-08-882221-1        |
| 3                             | 4 de agosto de 2020           | ISBN 978-4-08-882398-0        |
| 4                             | 4 de noviembre de 2020        | ISBN 978-4-08-882524-3        |
| 5                             | 4 de enero de 2021            | ISBN 978-4-08-882535-9        |
| 6                             | 2 de julio de 2021            | ISBN 978-4-08-882719-3        |
| 7                             | 3 de septiembre de 2021       | ISBN 978-4-08-882765-0        |
| 8                             | 4 de enero de 2022            | ISBN 978-4-08-882886-2        |
| 9                             | 2 de mayo de 2022             | ISBN 978-4-08-883122-0        |
| 10                            | 4 de octubre de 2022          | ISBN 978-4-08-883122-0        |
| 11                            | 3 de marzo de 2023            | ISBN 978-4-08-883444-3        |
| 12                            | 4 de julio de 2023            | ISBN 978-4-08-883622-5        |
| 13                            | 4 de enero de 2024            | ISBN 978-4-08-883843-4        |
| 14                            | 4 de marzo de 2024            | ISBN 978-4-08-883869-4        |
| 15                            | 2 de mayo de 2024             | ISBN 978-4-08-884067-3        |
| 16                            | 4 de octubre de 2024          | ISBN 978-4-08-884067-3        |
| 17                            | 2 de mayo de 2025             | ISBN 978-4-08-884550-0        |

### Anime
El 27 de junio de 2023 se anunció una adaptación de serie de televisión de anime. Fue producida por Pine Jam y dirigida por Yōko Kanemori, con guiones escritos por Kazuyuki Fudeyasu, diseños de personajes a cargo de Toshiya Kōno y Satoshi Furuhashi, y música compuesta por Masaru Yokoyama. La serie se emitió del 9 de enero al 26 de marzo de 2024 en Tokyo MX y otras cadenas. El tema de apertura es "Massakasa Magic!" de Shallm, mientras que el tema de cierre es "Ashita wa Ashita no Kaze ga Fuku" de Leevelles. Crunchyroll transmitió la serie mundialmente fuera de Asia Oriental. Medialink obtuvo la licencia de la serie en el sur y sudeste de Asia, y se transmite en su canal de YouTube Ani-One Asia ULTRA.
Tras la emisión del duodécimo y último episodio, se anunció una segunda temporada. Su estreno está previsto para enero de 2026.

## Recepción
En 2020, la serie ocupó el segundo lugar en el Next Manga Award en la categoría de manga web. Makoto Yukimura, autor de Vinland Saga, recomendó la serie, llamándola su «manga favorito en estos días».